# Abundâncio (prefeito pretoriano)
Abundâncio (em latim: Abundantius) foi um oficial romano do século VI, ativo no Reino Ostrogótico sob o rei Teodorico, o Grande (r. 474–526).

## Vida

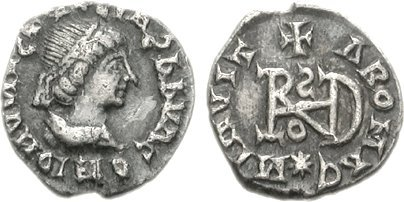
Síliqua de r.

Abundâncio foi destinatários de várias cartas de Teodorico nas quais foi chamado "prefeito pretoriano"; também foi designado no epistolário como homem magnífico; uma das cartas diz respeito a construção de uma frota sobre o rio Pó, enquanto outra menciona uma ordem emitida por ele acerca dos rios Míncio, Ólio, Ausre, Tibre e Arno. Esteve em ofício como prefeito pretoriano da Itália entre 526 e 527, quando recebeu uma carta de Atalarico (r. 526–534).